# Norman (manga)
Norman (ノーマン, Nooman) is een shonen manga van Osamu Tezuka. Hij werd oorspronkelijk gepubliceerd in het Weekly Shonen King magazine van Shonen Gahosha van april 1968 tot en met december van datzelfde jaar. Daarna werd hij uitgegeven in drie volumes door Asahi Sonorama.
In juli 1968 produceerde Mushi Production een pilootaflevering voor een anime gebaseerd op de strip.
De strip werd in 2005-2006 vertaald naar het Frans door Cornélius. Deze vertaling won de Patrimoniumprijs op het Internationaal stripfestival van Angoulême.

## Verhaal
500 miljoen jaar geleden woonde er een prins op de maan genaamd Norman. Wanneer de maan wordt aangevallen door aliens die van vorm kunnen veranderen, gaat Norman op zoek naar bondgenoten uit verschillende tijdsperiodes genaamd de "Norman Rangers". Eén zo'n ranger is Taku, een jongen uit 1963. Samen vechten ze voor de toekomst van de maan. Taku heeft echter zijn twijfels: hij weet namelijk dat er in 1963 niets meer groeit op de maan.